# Lindesbergs distrikt
Lindesbergs distrikt är ett distrikt i Lindesbergs kommun och Örebro län. Distriktet ligger omkring Lindesberg i västra Västmanland. 

## Tidigare administrativ tillhörighet
Distriktet inrättades 2016 och utgörs av en del av området Lindesbergs stad omfattade till 1971, delen som före 1969 utgjorde en del av Linde socken.
Området motsvarar den omfattning Lindesbergs församling hade 1999/2000 och fick 1967 efter stads och landsförsamlingarna gått samman.

## Tätorter och småorter
I Lindesbergs distrikt finns tre tätorter och tre småorter.

### Tätorter
- Gusselby
- Lindesberg
- Vedevåg

### Småorter
- Lövåsen
- Snuggan
- Östra Öskevik